# جاستن وليامز
جاستن وليامز (بالإنجليزية: Justin Williams)‏ هو لاعب محترف لكرة القاعدة ‏ أمريكي، ولد في 20 أغسطس 1995 في هوما في الولايات المتحدة.

## وصلات خارجية
- جاستن وليامز على موقع دوري كرة القاعدة الرئيسي (الإنجليزية)
- جاستن وليامز على موقع دوري أستراليا لكرة القاعدة (الإنجليزية)
- جاستن وليامز على موقعبيزبول رفرنس.كوم (الدوري الرئيسي) (الإنجليزية)
- جاستن وليامز على موقعبيزبول رفرنس.كوم (الدوري الثانوي) (الإنجليزية)
- جاستن وليامز على موقع إي إس بي إن.كوم (أم.أل.بي) (الإنجليزية)
- جاستن وليامز على موقع مشجعي الرسوم البيانية (الإنجليزية)